# Parafia Matki Bożej Królowej Polski w Machnówku
Parafia Matki Bożej Królowej Polski w Machnówku – parafia rzymskokatolicka znajdująca się w dekanacie Tarnoszyn, w diecezji zamojsko-lubaczowskiej. 
Parafia erygowana została w 1912 roku.
Do parafii należą wierni z następujących miejscowości: Budynin, Korczmin, Korczmin-Osada, Machnówek i Oserdów.
Liczba mieszkańców: 660. 